# Chalva

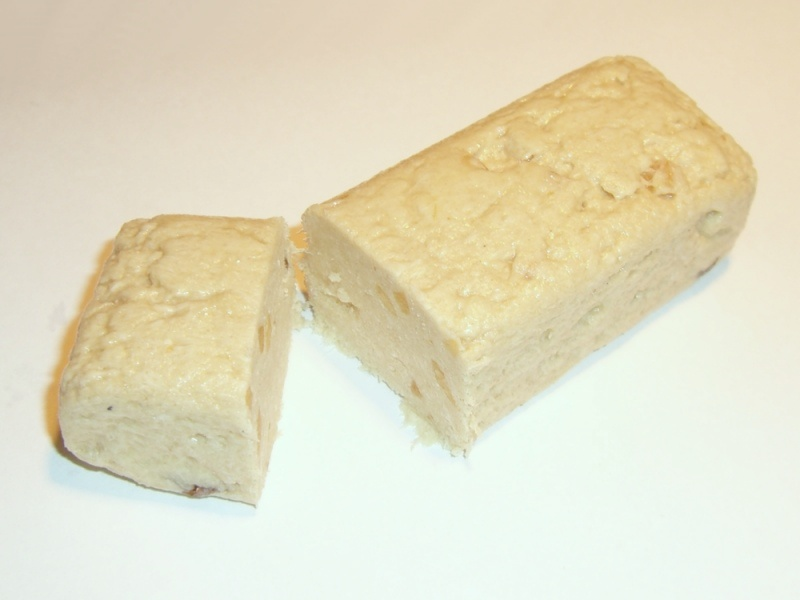
Chalva s burskými oříšky

Chalva (bulharsky xaлва (chalva), turecky helva, ázerbájdžánsky halva, sanskrtem halava, hebrejsky חלווה (chalva), arabsky حَلاو (halawi)) patří k jedněm z nejstarších orientálních cukrovinek. Název pochází z arabského slova hilwa, sladký.

## Výroba
Původní receptura je velmi jednoduchá, podstatou výrobku je výluh z rostlin obsahujících saponiny (např. z mydlice lékařské) smíchaný s obyčejným cukerným roztokem a ochucený pastou ze sezamových semínek.
Místo sezamu se praží i jiná olejnatá semena, například slunečnice nebo různé druhy ořechů. Slunečnicová chalva je populární v zemích bývalého Sovětského svazu, především v Bělorusku, Rusku a na Ukrajině.
K dochucení se přidává kakao, vanilka, čokoláda, sušené mléko, případně různé orientální esence, např. růžová nebo pomerančová.
Dnes se chalva vyrábí z pražených olejnatých jader a kanditové hmoty (cukerná hmota o nízkém obsahu vody používaná k výrobě tvrdých bonbónů), do které se přidává škrobový sirup.

## Druhy
Sušší chalvě vyrobené původní recepturou se říká tachan-chalva nebo tahini halva a je oblíbená na Balkáně, Blízkém východě a kolem Středozemního moře.
Rosolovitější semolina halva se dělá v orientálních státech jako je Indie, Pákistán a Írán. Do této chalvy se navíc přidává med, rozinky, datle nebo jiné sušené ovoce.

## Chalva v České republice
Před druhou světovou válkou se chalva vyráběla i v Československu a byla běžně k dostání na poutích a jarmarcích. Za války byla tato výroba zastavena a doposud se ji nepodařilo plně obnovit.[zdroj?] Dnes je v Česku k sehnání v supermarketech, v čajovnách či specializovaných prodejnách (orientální, východní) s potravinami.